# USS Dyess (DD-880)
USS Dyess (DD-880/DDR-880) là một tàu khu trục lớp Gearing được Hải quân Hoa Kỳ chế tạo vào giai đoạn cuối Chiến tranh Thế giới thứ hai. Nó là chiếc tàu chiến duy nhất của Hải quân Mỹ được đặt theo tên Thiếu tá Thủy quân Lục chiến Aquilla J. Dyess (1909-1944), người đã tử trận trong Trận Kwajalein và được truy tặng Huân chương Danh Dự. Hoàn tất khi chiến tranh đã sắp kết thúc, con tàu tiếp tục phục vụ trong giai đoạn Chiến tranh Lạnh và Chiến tranh Việt Nam cho đến khi xuất biên chế và rút đăng bạ năm 1981. Con tàu được chuyển cho Hy Lạp cùng năm đó để tháo dỡ làm nguồn phục tùng cho các con tàu còn hoạt động.

## Thiết kế và chế tạo
Dyess được đặt lườn tại xưởng tàu của hãng Consolidated Steel Corporation ở Orange, Texas vào ngày 17 tháng 8 năm 1944. Nó được hạ thủy vào ngày 26 tháng 1 năm 1945; được đỡ đầu bởi bà Aquilla J. Dyess, vợ góa Thiếu tá Dyess, và nhập biên chế vào ngày 21 tháng 5 năm 1945 dưới quyền chỉ huy của Hạm trưởng, Trung tá Hải quân R. L. Fulton.

## Lịch sử hoạt động
Sau chuyến đi chạy thử máy huấn luyện, rồi được cải biến thành một tàu khu trục cột mốc radar, Dyess khởi hành từ Norfolk, Virginia vào ngày 7 tháng 11 năm 1945, đi sang khu vực Thái Bình Dương để gia nhập thành phần Đệ Ngũ hạm đội. Đi đến vịnh Tokyo vào ngày 19 tháng 12, nó đã hỗ trợ cho hoạt động của lực lượng chiếm đóng tại Viễn Đông trước khi quay trở về San Diego vào ngày 16 tháng 12 năm 1946. Con tàu rời vùng bờ Tây để chuyển sang vùng bờ Đông Hoa Kỳ vào ngày 6 tháng 1 năm 1947, và đi đến Norfolk vào ngày 23 tháng 1.
Dyess hoạt động huấn luyện tại chỗ cho đến tháng 8, 1947, khi nó lên đường đi Rio de Janeiro, Brazil hộ tống chuyến quay trở về của Tổng thống Harry S. Truman bên trên thiết giáp hạm Missouri (BB-63) cho đến Norfolk. Tại đây Tổng thống chuyển sang chiếc du thuyền Williamsburg (AGC-369), và chiếc tàu khu trục tiếp tục hộ tống nó đi đến Washington, D.C..
Dyess đi đến Newport, Rhode Island vào ngày 27 tháng 9 để hoạt động huấn luyện tại chỗ. Sau đó nó có một lượt phục vụ cùng Đệ Lục hạm đội tại Địa Trung Hải từ ngày 29 tháng 10, 1947 đến ngày 14 tháng 2, 1948, rồi quay trở về cảng nhà Norfolk. Nó được xếp lại lớp như một tàu khu trục cột mốc radar, và mang ký hiệu lườn mới DDR-880 từ ngày 18 tháng 3, 1949.
Từ đó cho đến hết năm 1958, Dyess còn thực hiện thêm chín lượt hoạt động khác cùng Đệ Lục hạm đội tại Địa Trung Hải. Nó tuần tra gìn giữ hòa bình tại các vùng biển Châu Âu đồng thời thm gia các cuộc thực tập phối hợp với hải quân các nước Khối NATO. Nó cũng thực hiện hai chuyến đi thực tập cho học viên sĩ quan, đến phía Nam Châu Âu vào mùa Hè năm 1948 và đến Halifax, Nova Scotia vào mùa Hè năm 1951. Xen kẻ giữa các chuyến đi này là những hoạt động thường lệ tại vùng bờ Đông Hoa Kỳ, bao gồm phục vụ canh phòng máy bay cho các tàu sân bay trong hoạt động huấn luyện chuẩn nhận phi công, tham gia các cuộc thực hành tìm-diệt tàu ngầm, huấn luyện đổ bộ và tập trận quy mô lớn cấp hạm đội.
Trong chuyến đi sang Địa Trung Hải vào năm 1956, Dyess đã giúp vào việc di tản công dân Hoa Kỳ khỏi khu vực sau sự kiện Ai Cập quyết định quốc hữu hóa kênh đào Suez, khiến đưa đến vụ Khủng hoảng kênh đào Suez. Đến mùa Hè năm 1958, nó tham gia cuộc tập trận tại Bắc Âu trong khuôn khổ các nước Khối NATO. Sang năm 1959, con tàu hoạt động dọc theo vùng bờ Đông và tại vùng biển ngoài khơi Cuba, rồi chuyển đến cảng nhà mới tại Charleston, South Carolina vào ngày 25 tháng 7. Nó khởi hành vào ngày 29 tháng 1, 1960 cho lượt hoạt động thứ mười tại khu vực Địa Trung Hải, rồi quay trở về Charleston vào tháng 8, rồi đi đến Xưởng hải quân Charleston vào tháng 10 để đại tu. Công việc trong xưởng tàu kéo dài cho đến hết năm 1960.
Vào cuối tháng 10, 1962, khi phát hiện ra Liên Xô bố trí những tên lửa đạn đạo mang đầu đạn hạt nhân tại Cuba, khiến đưa đến vụ Khủng hoảng tên lửa Cuba, Tổng thống John F. Kennedy đã ra quyết định "cô lập" hàng hải hòn đảo này nhằm gây áp lực, buộc phía Cộng Sản phải triệt thoái số tên lửa này. Dyess đã được huy động tham gia lực lượng hải quân hoạt động phong tỏa, cho đến khi vụ khủng hoảng được giải quyết bằng thương lượng hòa bình. Con tàu tiếp tục có một lượt hoạt động khác cùng Đệ Lục hạm đội tại Địa Trung Hải từ tháng 5 đến tháng 10, 1963.
Từ tháng 1 đến tháng 8, 1966, Dyess được phái sang phục vụ cùng Đệ Thất hạm đội tại khu vực Tây Thái Bình Dương, nơi nó đã có những hoạt động tác chiến trong khuôn khổ cuộc Chiến tranh Việt Nam. Sau đó từ tháng 1 đến tháng 9, 1967, con tàu có một chuyến đi khác sang khu vực Địa Trung Hải, Ấn Độ Dương và vùng vịnh Ba Tư. Nó tham gia các hoạt động tập trận giữa hải quân các nước thành viên Khối NATO tại vùng biển Bắc Đại Tây Dương và viếng thăm các cảng Bắc Âu trong giai đoạn từ tháng 5 đến tháng 10, 1970, rồi được đại tu theo định kỳ vào tháng 4, 1971.
Dyess chuyển cảng nhà đến thành phố New York trước khi được cho xuất biên chế tại đây vào ngày 27 tháng 1, 1981. Tên nó được cho rút khỏi danh sách Đăng bạ Hải quân vào ngày 27 tháng 2, 1981; và con tàu được chuyển cho Hy Lạp vào ngày 8 tháng 7, 1981 để tháo dỡ làm nguồn phụ tùng cho các con tàu còn hoạt động.